# 伊加拉西
伊加拉西是巴西帕拉伊巴州的一个市镇。总面积192.258平方公里，总人口6716人，人口密度34.9人/平方公里。